# Liste der russischen Botschafter in Ägypten
Am 13. Juli 1868 wurde der Generalkonsul von Kairo zum diplomatischen Agenten befördert.

## Missionschefs
| Ernennung Akkreditierung | Name                                | Bemerkungen                 | ernannt von                         | akkreditiert bei der Regierung | Posten verlassen |
| ------------------------ | ----------------------------------- | --------------------------- | ----------------------------------- | ------------------------------ | ---------------- |
| 1868                     | Iwan Michailowitsch Leks            |                             | Alexander II. (Russland)            | Ismail Pascha                  | 1883             |
| 1883                     | Michail Alexandrowitsch Chitrowo    |                             | Alexander III.                      | Tawfiq                         | 1886             |
| 1886                     | Alexander Iwanowitsch Kojander      |                             | Alexander III.                      | Abbas II.                      | 1902             |
| 1902                     | Pjotr Wassiljewitsch Maximow        |                             | Nikolaus II.                        | Abbas II.                      | 1905             |
| 1905                     | Alexei Alexandrowitsch Smirnow      | 1908 persönlicher Gesandter | Nikolaus II.                        | Abbas II.                      | 1917             |
| 14. Okt. 1943            | Nikolai Wassiljewitsch Nowikow      |                             | Josef Stalin                        | Faruq                          | 16. Nov. 1944    |
| 16. Nov. 1944            | Alexei Dmitrijewitsch Schtschiborin |                             | Josef Stalin                        | Faruq                          | 7. Feb. 1950     |
| 7. Feb. 1950             | Semjon Pawlowitsch Kosyrew          |                             | Josef Stalin                        | Faruq                          | 12. Okt. 1953    |
| 12. Okt. 1953            | Daniil Semjonowitsch Solod          |                             | Georgi Maximilianowitsch Malenkow   | Muhammad Nagib                 | 1. Jan. 1956     |
| 1. Jan. 1956             | Jewgeni Dmitrijewitsch Kisseljow    | (* 1908; † 1963)            | Nikolai Alexandrowitsch Bulganin    | Gamal Abdel Nasser             | 6. Aug. 1959     |
| 6. Aug. 1959             | Wladimir Jakowljewitsch Jerofejew   | (* 1909)                    | Nikita Sergejewitsch Chruschtschow  | Gamal Abdel Nasser             | 16. Juni 1965    |
| 16. Juni 1965            | Dmitri Petrowitsch Poschidajew      | (* 1913; † 1989)            | Leonid Iljitsch Breschnew           | Gamal Abdel Nasser             | 29. Aug. 1967    |
| 29. Aug. 1967            | Sergei Alexandrowitsch Winogradow   | (* 1907; † 1970)            | Leonid Iljitsch Breschnew           | Gamal Abdel Nasser             | 27. Aug. 1970    |
| 9. Okt. 1970             | Wladimir Michailowitsch Winogradow  | (* 1921; † 1997)            | Leonid Iljitsch Breschnew           | Anwar as-Sadat                 | 4. Apr. 1974     |
| 4. Apr. 1974             | Wladimir Porfirjewitsch Poljakow    | (* 1931; † 2002)            | Leonid Iljitsch Breschnew           | Anwar as-Sadat                 | 27. Sep. 1983    |
| 7. Juli 1984             | Alexander Michailowitsch Belonogow  | (* 1931)                    | Konstantin Ustinowitsch Tschernenko | Husni Mubarak                  | 14. Aug. 1986    |
| 14. Aug. 1986            | Gennadi Kirillowitsch Schurawljow   |                             | Andrei Andrejewitsch Gromyko        | Husni Mubarak                  | 7. Aug. 1990     |
| 7. Aug. 1990             | Wladimir Porfirjewitsch Poljakow    | (* 1931; † 2002)            | Michail Sergejewitsch Gorbatschow   | Husni Mubarak                  | 25. Dez. 1991    |
| 25. Dez. 1991            | Wladimir Porfirjewitsch Poljakow    | (* 1931; † 2002)            | Boris Nikolajewitsch Jelzin         | Husni Mubarak                  | 4. Juli 1995     |
| 4. Juli 1995             | Wladimir Wiktorowitsch Gudew        | (* 1940)                    | Boris Nikolajewitsch Jelzin         | Husni Mubarak                  | 21. Apr. 2000    |
| 21. Apr. 2000            | Andrei Iwanowitsch Denissow         | (* 1952)                    | Wladimir Wladimirowitsch Putin      | Husni Mubarak                  | 28. Dez. 2001    |
| 2. Juli 2002             | Nikolai Wassiljewitsch Kartusow     | (* 1943)                    | Wladimir Wladimirowitsch Putin      | Husni Mubarak                  | 9. Juni 2004     |
| 21. Jan. 2005            | Michail Leonidowitsch Bogdanow      | (* 1952)                    | Wladimir Wladimirowitsch Putin      | Husni Mubarak                  | 11. Juni 2011    |
| 7. Sep. 2011             | Sergei Kirpichenko                  | (* 1951; † 2019)            | Wladimir Wladimirowitsch Putin      | Mohammed Mursi                 | 2. Sep. 2019     |
| 27. Apr. 2020            | Georgi Jevgenjewitsch Borisenko     | (* 1968)                    | Wladimir Wladimirowitsch Putin      | Abd al-Fattah as-Sisi          | heute            |